# Rutherford AVA
Rutherford AVA er et American Viticultural Area (AVA) i Californien, USA. Rutherford AVA ligger for hele områdets vedkommende inden for grænserne af Napa Valley AVA omkring byen Rutherford i Napa Valley.

Området er især kendt for den effekt omgivelserne og jordbunden (terroir) har på især cabernet sauvignon druen. Jordbunden består af grus, lermuld, sand og vulkanske aflejringer. AVA’et dækker kun ca. 3.300 hektar, men er et af Napa Valleys mest berømte underområder. Området fik sin AVA godkendelse i 1993.

Blandt de kendte vingårde i AVA’et er Beaulieu Vineyards, Rutherford Hill Winery og det nu nedlagte Inglenook Winery, der blev grundlagt af en finsk skibskaptajn allerede i 1879, og som i dag drives under navnet Rubicon Estate, der ejes af filminstruktøren Francis Ford Coppola. Rutherford Hill Winery har specialiseret sig i vin på merlot druer, selv om cabernet sauvignon ellers er områdets foretrukne drue. Udover disse to druesorter, dyrkes der et udvalg af både røde og grønne druer, fx malbec, petit verdot, pinot noir, zinfandel, cabernet franc, chardonnay m.fl.

## Eksterne referencer
Beskrivelse af AVA’et fra Appellation America.com